# 92-я бригада траления
92-я бригада траления, 92-я ордена Ушакова I степени бригада тральщиков флотского подчинения - соединение тральных сил Черноморского флота ВМФ СССР.

## История
В марте 1969 года был создан 31-й дивизион базовых тральщиков.
В составе дивизиона входили: 
- морские тральщики проекта 254 МТ-68, МТ-811, МТ-67,
- базовые тральщики проекта 257ДМ БТ-153, БТ-251, БТ-449[1].

1 октября 1974 года на базе 20-й дивизии Охраны водного района ЧФ дополнительно формируется 92-я бригада траления ЧФ. Базировалась бригада в Севастополе, бухта Стрелецкая. По преемственности от 1-й бригады траления Черноморского флота ей перешёл орден Ушакова I степени.
В состав бригады вошли:
- 418-й дивизион морских тральщиков, капитан 3-го ранга В. П. Фатеев,
- 31-й дивизион базовых тральщиков, капитан 3-го ранга Н. Сидоренко,
- 183-й дивизион тральщиков консервации, капитан 2-го ранга Н. А. Сундуков[1].

Её задачей было обеспечение благоприятного оперативного режима военного и гражданского судоходства в проливных зонах Черного и Средиземного морей. Корабли соединения выполняли траление мин в Суэцком заливе, обеспечивали защиту советских траулеров у берегов Марокко и обеспечивали противоминную защиту судоходства в Красном море.
Крымская военно-морская база на озере Донузлав была сформирована 8 апреля 1976 года. В ее состав были включены: 17-я бригада противолодочных кораблей, 92-я бригада тральщиков, 68-я бригада кораблей ОВРа, 197-я бригада десантных кораблей, 296-й отдельный Констанцский дивизион ракетных катеров, 307-й дивизион кораблей ОВРа, 80-й дивизион кораблей резерва, тыл базы, 47-й район гидрографической службы.
В марте 1990 года 418-й дивизион морских тральщиков был передан в состав 68-й бригады кораблей ОВР ЧФ.
После 16 лет боевой деятельности, в августе 1990 года, бригада была расформирована. 

## Командиры
- капитан капитан 2-го ранга, капитан 1-го ранга Шовгенов, Казбек Абдулахович[2],
- капитан 2-го ранга В. П. Фатеев
- капитан 1-го ранга Чернышков, Борис Геннадьевич.
- (1987-1990) капитан 2-го ранга, капитан 1-го ранга Рекуц, Борис Николаевич[3].